# Câmbio flutuante

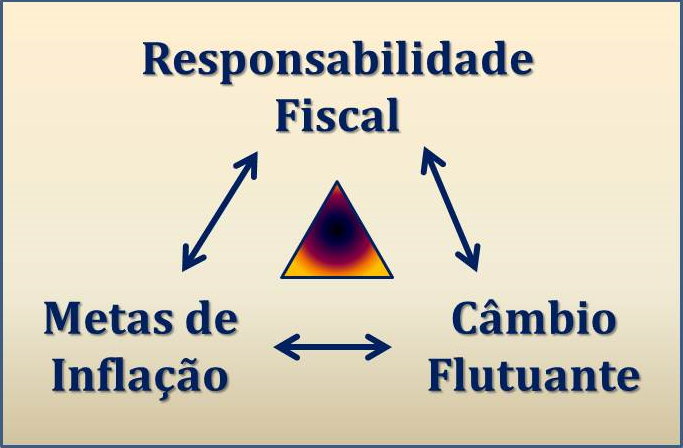
Tripé Macroeconômico

Câmbio flutuante é o sistema cambial em que as operações de compra e venda de moedas funcionam sem controle sistemático do governo. O valor das moedas estrangeiras flutua de acordo com a oferta e a demanda no mercado.  Uma moeda que usa uma taxa de câmbio flutuante é conhecida como moeda flutuante. Uma moeda flutuante é contrastada com uma moeda fixa cujo valor é vinculado ao de outra moeda, bens materiais ou a uma cesta de moedas. No mundo moderno, a maioria das moedas do mundo está flutuando; tais moedas incluem as moedas mais amplamente negociadas: o dólar dos Estados Unidos, a rupia indiana, o euro, o iene japonês, a libra esterlina e o dólar australiano. No entanto, os bancos centrais freqüentemente participam dos mercados para tentar influenciar o valor das taxas de câmbio flutuantes. 
Desde 1999, o Brasil passou a adotar o sistema de câmbio flutuante. Na passagem do regime de câmbio fixo para o câmbio flutuante, ocorreu a crise da desvalorização do real. Este tipo de sistema facilita a desvalorização da moeda mediante o risco que as medidas do governo podem dar. O governo do Brasil intervém no câmbio para evitar altas e quedas muito bruscas frente a oscilação causada por medidas do governo, através dos Swap Cambial e existem também as Reservas Internacionais que ajuda o país a se proteger de crises externas e servir de escudo contra ataques especulativos 

## História
O regime de câmbio flutuante surgiu logo após o abandono do padrão ouro pelos Estados Unidos em 1971, com isso as moedas que eram fixas ao dólar e este lastreado em ouro, passaram a flutuar entre si, pois já não havia motivo para fixar suas moedas a um dólar totalmente fiduciário que estava se desvalorizando.

## Cambio fixo vs flutuante
Alguns economistas argumentam que, na maioria das circunstâncias, as taxas de câmbio flutuantes são preferíveis às taxas de câmbio fixas. À medida que as taxas de câmbio flutuantes se ajustam automaticamente, permitem que um país diminua o impacto de choques e ciclos de negócios estrangeiros, e antecipar a possibilidade de ter uma crise no balanço de pagamentos. No entanto, elas também geram imprevisibilidade como resultado de seu dinamismo.
Em certas situações, taxas de câmbio fixas podem ser preferíveis por sua maior estabilidade e certeza. Isso pode não ser necessariamente verdade, considerando os resultados de países que tentam manter os preços de sua moeda "fortes" ou "altos" em relação a outros, como os países do Reino Unido ou do Sudeste Asiático antes da crise da moeda asiática.
O debate de fazer uma escolha entre regimes cambiais fixos e flutuantes é estabelecido pelo modelo de Mundell-Fleming , que argumenta que uma economia (ou o governo) não pode simultaneamente manter uma taxa de câmbio fixa, um movimento de capital livre e uma política monetária independente. . Deve escolher dois para o controle e deixar o outro para as forças do mercado.
O principal argumento para uma taxa de câmbio flutuante é que ela permite que as políticas monetárias sejam úteis para outros fins. Sob taxas fixas, a política monetária está comprometida com o objetivo único de manter a taxa de câmbio em seu nível anunciado. No entanto, a taxa de câmbio é apenas uma das muitas variáveis macroeconômicas que a política monetária pode influenciar. Um sistema de taxas de câmbio flutuantes deixa os formuladores de políticas monetárias livres para perseguir outras metas, como estabilizar o emprego ou os preços.
Em casos de extrema apreciação ou depreciação , um banco central normalmente intervirá para estabilizar a moeda. Um banco central poderia, por exemplo, permitir que um preço de moeda flutuasse livremente entre um limite superior e um limite inferior, um preço "teto" e "piso". A administração do banco central pode assumir a forma de compra ou venda de grandes lotes para fornecer suporte ou resistência ao preço ou, no caso de algumas moedas nacionais, pode haver penalidades legais para negociação fora desses limites.